# Andrine Hegerberg
Andrine Stolsmo Hegerberg née le 6 juin 1993 à Molde, est une footballeuse internationale norvégienne évoluant au poste de milieu avec le SK Brann. C'est la sœur d'Ada Hegerberg.

## Biographie

### Parcours en club
Elle débute dans le championnat de Norvège le 27 septembre 2009 avec l'équipe de Kolbotn IL, alors qu'elle n'a que 16 ans. Ainsi âgée de 18 ans et à la suite d'une excellente saison, elle est repérée par l'un des clubs phares du championnat norvégien, Stabæk Fotball, avec sa jeune sœur Ada Hegerberg (alors âgée de 16 ans). Nouvelles arrivantes, le duo fait immédiatement des étincelles, et remporte la Coupe de Norvège en 2012.
Les performances des deux sœurs leur permettent de passer un nouveau palier, cette fois à l'étranger, en étant toutes deux recrutées par le 1. FFC Turbine Potsdam, six fois champion d'Allemagne, et deux fois vainqueur de la Ligue des Champions. Ne réussissant pas à s'imposer, Andrine part après seulement 6 mois et 4 matchs joués pour Kopparbergs/Göteborg FC, ou elle effectuera 3 saisons et demi avec un certain succès.
Ses performances lui permettent de rejoindre Birmingham City dans le championnat émergent qu'est la FA WSL, ou elle restera 2 saisons en tout et pour tout, non sans jouer une finale de Coupe d'Angleterre à Wembley devant 40 000 spectateurs. Celle-ci sera perdue face à Manchester City.
Début 2018, le Paris Saint-Germain, en quête de renouveau et sous les ordres d'un nouveau directeur sportif, Bruno Cheyrou, fait appel à elle. Elle s'engagera le 31 janvier 2018 pour un an et demi. Malheureusement, elle n'arrivera jamais à s'imposer malgré quelques performances intéressantes, notamment en Ligue des Champions. Elle ne reconduira pas son contrat avec le club de la capitale.
Fin juillet 2019, elle s'engage avec l'AS Roma qui nourrit des ambitions d'Europe avec sa section féminine.
Après une longue période d'absence à la suite d'un déchirement du ligament croisé antérieur du genou, Andrine retrouve, en février 2022 le championnat suédois en s'engageant avec le BK Hacken, club pour lequel, elle a déjà évoluée entre 2013 et 2016 mais qui s'appelait Kopparbergs/Göteborg à l'époque.

### Parcours en équipe nationale
Hegerberg a représenté la Norvège à divers niveaux en équipes de jeunes.
En 2009, elle fait partie de l'équipe norvégienne qui termine quatrième lors de l'Euro U17 à Nyon,. Deux ans plus tard, elle atteint la finale de l'Euro U19 2011 en Italie, où la Norvège est battue 1-8 par l'Allemagne.
Hegerberg fait également partie de l'équipe norvégienne lors de la coupe du monde U20 en 2012, où elle et sa sœur marquent un but chacune lors de la victoire 2-1 contre le Canada.
Le 17 janvier 2012, Hegerberg fait sa première apparition en équipe nationale A lors d'un match amical contre la Suède. Elle a marqué son premier but en sélection senior à la 81e minute du match Norvège-Kazakhstan (10-0) le 15 septembre 2016, 10e et dernier but de la rencontre.

## Statistiques

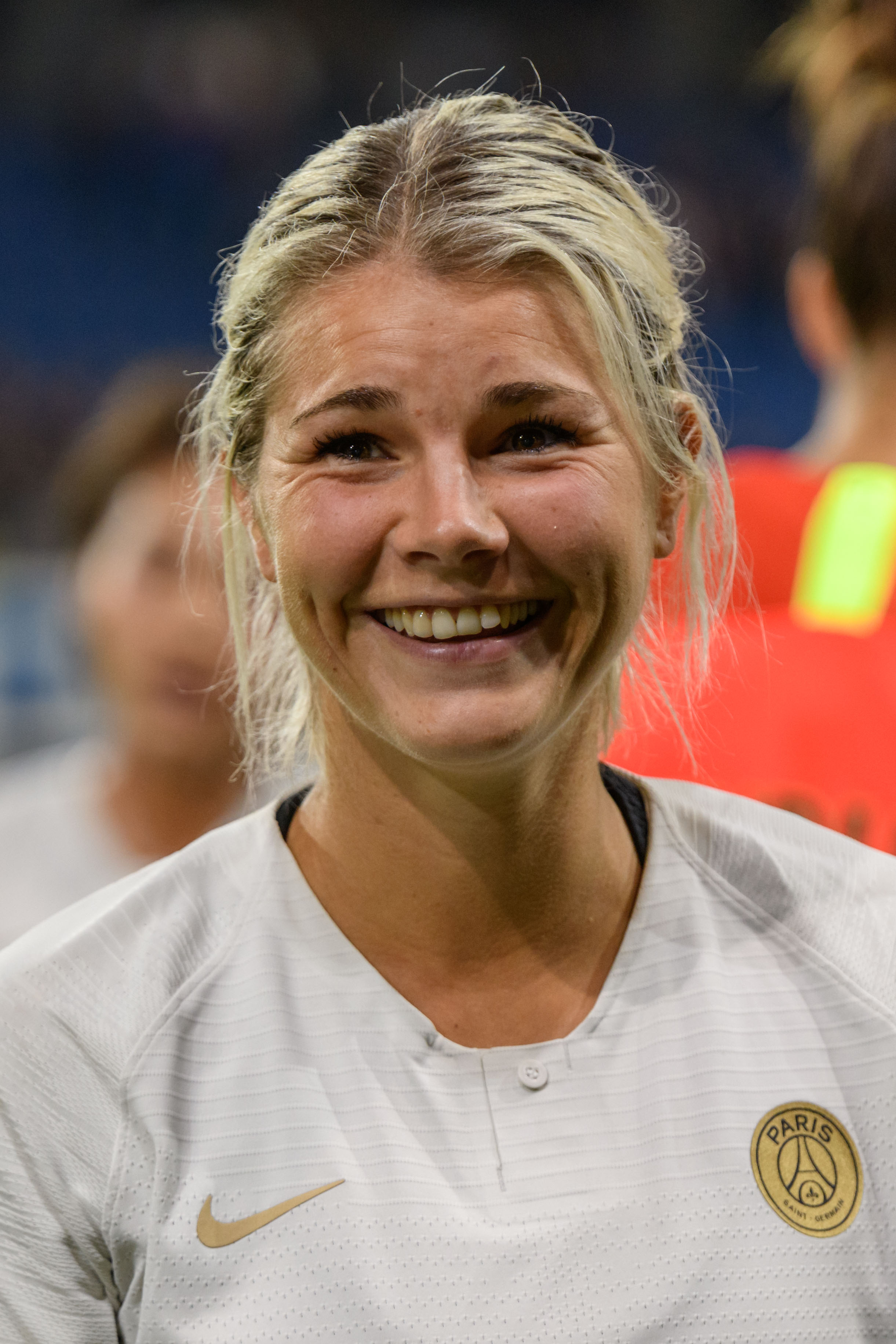
Andrine Hegerberg en septembre 2018 avec le Paris SG.

| Saison                | Club                    | Championnat           | Championnat | Championnat | Coupe(s) nationale(s) | Coupe(s) nationale(s) | Compétition(s) continentale(s) | Compétition(s) continentale(s) | Compétition(s) continentale(s) | Total | Total |
| Saison                | Club                    | Division              | M.          | B.          | M.                    | B.                    | Comp.                          | M.                             | B.                             | M.    | B.    |
| 2009                  | Kolbotn IL              | Toppserien            | 3           | 0           | 0                     | 0                     | -                              | -                              | -                              | 3     | 0     |
| 2010                  | Kolbotn IL              | Toppserien            | 3           | 8           | 0                     | 0                     | -                              | -                              | -                              | 3     | 8     |
| 2011                  | Kolbotn IL              | Toppserien            | 20          | 5           | 0                     | 0                     | -                              | -                              | -                              | 20    | 5     |
| Sous-total            | Sous-total              | Sous-total            | 26          | 13          | 0                     | 0                     | -                              | -                              | -                              | 26    | 13    |
| 2012                  | Stabæk Fotball          | Toppserien            | 21          | 4           | 0                     | 0                     | WCL                            | 3                              | 0                              | 24    | 4     |
| Sous-total            | Sous-total              | Sous-total            | 21          | 4           | 0                     | 0                     | -                              | 3                              | 0                              | 24    | 4     |
| 2012-2013             | 1. FFC Turbine Potsdam  | Frauen Bundesliga     | 4           | 0           | 0                     | 0                     | -                              | -                              | -                              | 4     | 0     |
| Sous-total            | Sous-total              | Sous-total            | 4           | 0           | 0                     | 0                     | -                              | -                              | -                              | 4     | 0     |
| 2013                  | Kopparbergs/Göteborg FC | Damallsvenskan        | 8           | 0           | 0                     | 0                     | -                              | -                              | -                              | 8     | 0     |
| 2014                  | Kopparbergs/Göteborg FC | Damallsvenskan        | 21          | 1           | 2                     | 0                     | -                              | -                              | -                              | 23    | 1     |
| 2015                  | Kopparbergs/Göteborg FC | Damallsvenskan        | 22          | 0           | 2                     | 0                     | -                              | -                              | -                              | 24    | 0     |
| 2016                  | Kopparbergs/Göteborg FC | Damallsvenskan        | 8           | 2           | 2                     | 0                     | -                              | -                              | -                              | 10    | 2     |
| Sous-total            | Sous-total              | Sous-total            | 59          | 3           | 6                     | 0                     | -                              | -                              | -                              | 65    | 3     |
| 2016                  | Birmingham City         | FA WSL                | 8           | 0           | 4                     | 1                     | -                              | -                              | -                              | 12    | 1     |
| 2017                  | Birmingham City         | FA WSL                | 7           | 0           | 0                     | 0                     | -                              | -                              | -                              | 7     | 0     |
| 2017-2018             | Birmingham City         | FA WSL                | 4           | 0           | 3                     | 0                     | -                              | -                              | -                              | 7     | 0     |
| Sous-total            | Sous-total              | Sous-total            | 19          | 0           | 7                     | 1                     | -                              | -                              | -                              | 26    | 1     |
| 2017-2018             | Paris Saint-Germain     | Division 1            | 6           | 0           | 2                     | 0                     | -                              | -                              | -                              | 8     | 0     |
| 2018-2019             | Paris Saint-Germain     | Division 1            | 4           | 0           | 0                     | 0                     | WCL                            | 4                              | 0                              | 8     | 0     |
| Sous-total            | Sous-total              | Sous-total            | 10          | 0           | 2                     | 0                     | -                              | 4                              | 0                              | 16    | 0     |
| 2019-2020             | AS Rome                 | Serie A               | 16          | 4           | -                     | -                     | -                              | -                              | -                              | 16    | 4     |
| 2020-2021             | AS Rome                 | Serie A               | 8           | 0           | -                     | -                     | -                              | -                              | -                              | 8     | 0     |
| Sous-total            | Sous-total              | Sous-total            | 24          | 4           | -                     | -                     | -                              | -                              | -                              | 24    | 4     |
| 2021-2022             | BK Hacken               | Damallsvenskan        | -           | -           | 3                     | 0                     | -                              | -                              | -                              | 3     | 0     |
| Sous-total            | Sous-total              | Sous-total            | -           | -           | -                     | -                     | -                              | -                              | -                              | 0     | 0     |
| Total sur la carrière | Total sur la carrière   | Total sur la carrière | 159         | 24          | 18                    | 1                     | -                              | 7                              | 0                              | 184   | 25    |

## Palmarès

### En club
Stabæk Fotball :
- Vainqueur de la Coupe de Norvège en 2012.

 Paris Saint-Germain :
- Vainqueur de la Coupe de France en 2018.

 AS Rome :
- Vainqueur de la Coupe d'Italie en 2021.